# آلبومروح شمکلی
آلبومروح شمکلی، روستایی در دهستان کرخه بخش مرکزی شهرستان حمیدیه در استان خوزستان ایران است.

## جمعیت
بر پایه سرشماری عمومی نفوس و مسکن در سال ۱۳۹۵، جمعیت این روستا برابر با ۳۴۵ نفر (۱۰۳ خانوار) بوده است.